# Mỏ Kèn Bầu
Mỏ Kèn Bầu là mỏ dầu khí trữ lượng lớn nằm trong Lô 114 và ở ngoài khơi thềm lục địa phía Bắc Việt Nam thuộc Bể Sông Hồng, cách đất liền gần nhất thuộc Tỉnh Quảng Trị 65 km, cách Đà Nẵng khoảng 86 km.
Ước tính ban đầu trữ lượng của mỏ Kèn Bầu có từ 7 đến 9 nghìn tỷ feet khối khí tự nhiên (Tcf) tại chỗ và khoảng từ 400 đến 500 triệu thùng condensate.
Công ty điều hành dầu khí ENI Vietnam BV làm nhà điều hành thông qua Hợp đồng phân chia sản phẩm (PSC). Trong PSC tại liên doanh ENI Viet Nam BV thì ENI (Ý) nắm 50% cổ phần và ESSAR E&P Limited (Ấn Độ) nắm giữ 50% cổ phần trong giai đoạn tìm kiếm thăm dò.

## Khai thác
Theo Tập đoàn Dầu khí Việt Nam, tháng 5 năm 2019, giếng khoan thăm dò cam kết 114-Ken Bau-1X đã được mở lỗ, đạt chiều sâu 3.603 m và gặp tất cả vỉa sản phẩm dự kiến với dấu hiệu dầu khí tốt trong khi khoan.
Năm 2020, giếng thẩm lượng 114-Ken Bau-2X được khoan cách giếng đầu tiên 1X là 2 km, giếng khoan được mở lỗ ngày 29/2, thi công trong vòng 150 ngày, đạt độ sâu 3.690 m và gặp một số vỉa chứa có tổng chiều dày 110 m tại nhiều khoảng trong sa thạch tuổi Miocence.
Eni Vietnam B.V. đã tiến hành thử 2 khoảng vỉa, thu thập khá nhiều tài liệu về mẫu chất lưu cho thấy tích tụ hydrocarbon đáng kể tại phát hiện Kèn Bầu. Với kết quả của giếng khoan 114-Ken Bau-2X, Tập đoàn Dầu khí Việt Nam đã hoàn thành kế hoạch gia tăng trữ lượng của năm 2020.
Kết quả khoan giếng 114-Ken Bau-1X năm 2019 và 114-Ken Bau-2X năm 2020 đã khẳng định hệ thống dầu khí tại khu vực cấu tạo Kèn Bầu nói riêng, khu vực Lô 114 và các lô phụ cận, tính đến thời điểm này, là phát hiện lịch sử của ngành Dầu khí Việt Nam.

## Liên quan[3]
Trong báo cáo vừa phát hành Công ty cổ phần Chứng khoán KB Việt Nam (KBSV) cho rằng, mỏ khí mới Kèn Bầu có thể trở thành siêu dự án dầu khí tiếp theo của Việt Nam với trữ lượng sơ bộ khoảng 230 tỷ m³ khí tự nhiên và 450 triệu thùng khí ngưng tụ và dự kiến khai thác từ năm 2028.
Với phát hiện mỏ dầu khí này, KBSV nhận định, loạt doanh nghiệp ngành dầu khí, nhất là trong lĩnh vực khai thác, kỹ thuật dầu khí sẽ được hưởng lợi, như Tổng công ty Khí Việt Nam (GAS), hay Tổng công ty cổ phần Dịch vụ kỹ thuật dầu khí (PVS) và Tổng công ty cổ phần Khoan dầu khí (PVD).
"GAS sẽ là đơn vị được hưởng lợi trực tiếp từ sản lượng gia tăng tại mỏ Kèn Bầu do vai trò độc tôn trong phân phối khí ở Việt Nam", báo cáo phân tích của KBSV nhận xét. Trong khi đó, PVS và PVD được đánh giá là sẽ nhận được các hợp đồng xây dựng tổng thầu (EPC) hay khai thác từ dự án mới này. Dù vậy, KBSV cũng lưu ý, các doanh nghiệp này cũng chịu sự cạnh tranh khốc liệt trước các đối thủ sừng sỏ trong ngành dầu khí thế giới và có thể khiến "biên lợi nhuận sụt giảm trong thời gian đặc biệt".